# 849 Ara
849 Ara eller 1912 NY är en asteroid i huvudbältet, som upptäcktes 9 februari 1912 av den sovjetiske astronomen Sergej Beljavskij vid Simeizobservatoriet på Krim. Den har fått sitt namn efter den amerikanska hjälporganisationen American Relief Administration.
Asteroiden har en diameter på ungefär 80 kilometer.